# Serie D 2021-2022
La Serie D 2021-2022 è stata la 74ª edizione del massimo campionato dilettantistico, quarto livello della piramide calcistica italiana. Esso è gestito per la 41ª volta dalla Lega Nazionale Dilettanti. La regular season è iniziata il 19 settembre 2021 ed è terminata il 25 maggio 2022, mentre i playoff scudetto sono terminati il 15 giugno 2022.

## Stagione

### Novità
Le società aventi diritto all'iscrizione erano 171, ossia 5 in più rispetto alle 166 della precedente edizione: da una parte la mancata disputa, nella precedente stagione, dei playoff interregionali di Eccellenza ed il conseguente annullamento dei playout di Serie D avevano portato a sole 18 retrocessioni nei campionati regionali contro 24 promozioni dai medesimi (anziché 36 contro 36), determinando un'eccedenza di 6 squadre; dall'altra parte l'esclusione del Trapani dal campionato di Serie C, che ha ridotto da 9 ad 8 le retrocesse dalla terza serie (contro 9 promozioni nella medesima), riducendo dunque l'eccedenza netta a 5 squadre rispetto all'edizione 2020-2021. Tale organico di 171 squadre veniva così a determinare un sovrannumero di ben 9 unità rispetto allo standard di 162.
Tale sovrannumero è stato perfettamente riassorbito per effetto delle mancate iscrizioni di Belluno, Union San Giorgio Sedico (che si sono fuse con l'Union Feltre dando vita al Dolomiti Bellunesi) e Livorno (quest'ultimo retrocesso dalla Serie C), nonché della salita in Serie C di AZ Picerno (promosso in sostituzione del rinunciatario Gozzano), Lucchese, Pistoiese (retrocesse dalla terza serie e successivamente riammesse), Latina, Fidelis Andria e Siena (ripescate). In un secondo momento è pervenuta anche la rinuncia della Manzanese, con la conseguente riduzione delle iscritte aventi diritto a 161. L'organico è stato tuttavia integrato con l'iscrizione di Gozzano (che ha rinunciato alla promozione nella categoria superiore), Athletic Carpi 2021, Casertana, Novara Football Club e Sambenedettese (escluse dalla Serie C) e con i ripescaggi di Borgosesia, Brindisi, Cattolica (ex Marignanese), Tritium, Nola e Vado. Le partecipanti sono pertanto 172, con un sovrannumero record di 10 unità (battuto il primato dell'edizione 2015-2016 che aveva visto partecipare 171 squadre). A stagione in corso si è tuttavia registrata l'esclusione dell'FC Messina, in seguito a due rinunce, riducendo così l'organico a 171 squadre. Tutte le partite disputate dall'FC Messina nelle prime sedici giornate sono state annullate.
Dalla Serie C 2020-2021 sono retrocesse Fano, Ravenna, Arezzo, Cavese e Bisceglie.
Di seguito le fusioni e le variazioni di denominazione sociale significative: 
- il neopromosso Sambiase si fonde con la Vigor Lamezia dando vita al Lamezia Terme F.C.;
- il Dattilo Noir cambia denominazione in F.C. Trapani 1905;
- il Real Giulianova cede il titolo sportivo al Nereto;
- il NibionnOggiono cede il titolo sportivo al Città di Sangiuliano, che cambia denominazione in Sangiuliano City Nova;
- l'Union Feltre si fonde con Belluno e Union S. Giorgio Sedico dando vita al Dolomiti Bellunesi;
- il Savoia cede il titolo sportivo al Giugliano.

### Formula
Le 172 squadre sono state suddivise in nove gironi all'italiana, dei quali cinque gironi (A, B, D, H ed I) da 20 club ciascuno e quattro (C, E, F e G) da 18, organizzati secondo criteri di vicinanza geografica. Il campionato prevede un turno d'andata e uno di ritorno, con promozione diretta in Serie C 2022-2023 per la vincente di ogni girone.

## Squadre partecipanti
Di seguito la composizione dei gironi comunicata dalla LND.

### Girone A
- Asti
- Borgosesia
- Bra
- Caronnese
- Casale
- Chieri
- Città di Varese
- Derthona
- Fossano
- Gozzano
- Imperia
- Lavagnese
- Ligorna
- Novara
- PDHAE
- RG Ticino
- Saluzzo
- Sanremese
- Sestri Levante
- Vado

### Girone B
- Arconatese
- Breno
- Brianza Olginatese
- Brusaporto
- Caravaggio
- Casatese
- Castellanzese
- Crema
- Desenzano Calvina
- Folgore Caratese
- Franciacorta
- Legnano
- Leon
- Ponte San Pietro
- Real Calepina
- Sangiuliano City[7]
- Sona
- Villa Valle
- Virtus CiseranoBergamo
- Vis Nova Giussano

### Girone C
- Adriese
- Ambrosiana
- Arzignano Valchiampo
- Caldiero
- Campodarsego
- Cartigliano
- Cattolica
- Cjarlins Muzane
- Delta Porto Tolle
- Dolomiti Bellunesi
- Este
- Levico
- Luparense
- Mestre
- Montebelluna
- San Martino Speme
- Spinea
- Union Clodiense CS

### Girone D
- Aglianese
- Alcione
- Bagnolese
- Borgo San Donnino
- Carpi
- Correggese
- Fanfulla
- Forlì
- Ghiviborgo
- Lentigione
- Mezzolara
- Prato
- Progresso
- Ravenna
- Real Forte Querceta
- Rimini
- Sammaurese
- Sasso Marconi
- Seravezza
- Tritium

### Girone E
- Arezzo
- Cannara
- Cascina
- Flaminia CivitaCastellana
- Foligno
- Follonica Gavorrano
- Lornano Badesse
- Montespaccato
- Pianese
- Poggibonsi
- Pro Livorno Sorgenti
- Rieti
- San Donato Tavarnelle
- Sangiovannese
- Scandicci
- Trestina
- Tiferno Lerchi
- UniPomezia

### Girone F
- Atletico Terme Fiuggi
- Aurora Alto Casertano
- Castelfidardo
- Castelnuovo Vomano
- Chieti
- Fano
- Matese
- Montegiorgio
- Nereto[8]
- Pineto
- Porto d'Ascoli
- Recanatese
- Sambenedettese
- S.N. Notaresco
- Tolentino
- Trastevere
- Pro Vasto
- Vastogirardi

### Girone G
- Afragolese
- Aprilia
- Arzachena
- Atletico Uri
- Carbonia
- Cassino
- Cynthialbalonga
- Giugliano[9]
- Gladiator
- Insieme Formia
- Lanusei
- Latte Dolce
- Muravera
- Ostia Mare
- Real Monterotondo Scalo
- Team Nuova Florida
- Torres
- Vis Artena

### Girone H
- Audace Cerignola
- Bisceglie
- Bitonto
- Brindisi
- Casarano
- Casertana
- Fasano
- FC Francavilla
- Gravina
- Lavello
- Mariglianese
- Molfetta Calcio
- Nardò
- Nocerina
- Nola
- Rotonda
- San Giorgio 1926
- Sorrento
- Team Altamura
- Virtus Matino

### Girone I
- Acireale
- Biancavilla
- Castrovillari
- Cavese
- Cittanova
- FC Messina[10]
- Gelbison
- Giarre
- Lamezia Terme
- Licata
- Paternò
- Portici
- Real Aversa
- Rende
- Sancataldese
- San Luca
- Sant'Agata
- Santa Maria Cilento
- Trapani[11]
- Troina

## Poule Scudetto
Per l'assegnazione del titolo italiano di Serie D, al termine della stagione regolare, le nove squadre prime classificate vengono suddivise in tre triangolari e si incontrano in gare di sola andata. Nel secondo turno riposa chi ha vinto il primo incontro o, in caso di pareggio, quella che ha disputato la prima sfida in trasferta.
Le vincenti dei triangolari e la miglior seconda accedono alle semifinali, che vengono definite per sorteggio e che si disputano, così come per la finale Scudetto, in campo neutro e senza tempi supplementari, in caso di parità si va direttamente ai rigori.
Nel caso in cui due o tutte e tre le squadre concludessero il proprio triangolare a pari punti, per determinare la vincente si terrà conto, nell'ordine:
scontro diretto;
della migliore differenza reti nei triangolari;
del maggior numero di reti segnate nei triangolari;
del maggior numero di reti segnate in trasferta nei triangolari;
della migliore posizione nella classifica della Coppa Disciplina del Campionato di Serie D;
del sorteggio. 
Per stabilire la migliore tra le seconde, si terrà conto, nell'ordine: 
dei punti ottenuti negli incontri disputati;
della migliore differenza reti nei triangolari;
del maggior numero di reti segnate nei triangolari;
del maggior numero di reti segnate in trasferta nei triangolari;
della migliore posizione nella classifica della Coppa Disciplina del Campionato di Serie D;
del sorteggio.

### Squadre partecipanti
| Triangolare 1        | Triangolare 2         | Triangolare 3    |
| -------------------- | --------------------- | ---------------- |
| Novara               | Rimini                | Giugliano        |
| Sangiuliano City     | San Donato Tavarnelle | Audace Cerignola |
| Arzignano Valchiampo | Recanatese            | Gelbison         |

### Turno preliminare

#### Triangolare 1
| Squadra                 | P.ti | G | V | N | P | GF | GS | DR |
| ----------------------- | ---- | - | - | - | - | -- | -- | -- |
| 1. Sangiuliano City     | 6    | 2 | 2 | 0 | 0 | 4  | 0  | +4 |
| 2. Novara               | 3    | 2 | 1 | 0 | 1 | 1  | 1  | 0  |
| 3. Arzignano Valchiampo | 0    | 2 | 0 | 0 | 2 | 0  | 4  | -4 |

|                      | Risultati |                      | Luogo e data                    |
| -------------------- | --------- | -------------------- | ------------------------------- |
| Sangiuliano City     | 3-0       | Arzignano Valchiampo | Cerro al Lambro, 22 maggio 2022 |
| Arzignano Valchiampo | 0-1       | Novara               | Arzignano, 25 maggio 2022       |
| Novara               | 0-1       | Sangiuliano City     | Novara, 29 maggio 2022          |

#### Triangolare 2
| Squadra                  | P.ti | G | V | N | P | GF | GS | DR |
| ------------------------ | ---- | - | - | - | - | -- | -- | -- |
| 1. Recanatese            | 4    | 2 | 1 | 1 | 0 | 4  | 3  | +1 |
| 2. Rimini                | 2    | 2 | 0 | 2 | 0 | 3  | 3  | 0  |
| 3. San Donato Tavarnelle | 1    | 2 | 0 | 1 | 1 | 2  | 3  | -1 |

|                       | Risultati |                       | Luogo e data                         |
| --------------------- | --------- | --------------------- | ------------------------------------ |
| Recanatese            | 2-1       | San Donato Tavarnelle | Recanati, 25 maggio 2022             |
| San Donato Tavarnelle | 1-1       | Rimini                | San Donato in Poggio, 29 maggio 2022 |
| Rimini                | 2-2       | Recanatese            | Rimini, 1º giugno 2022               |

#### Triangolare 3
| Squadra             | P.ti | G | V | N | P | GF | GS | DR |
| ------------------- | ---- | - | - | - | - | -- | -- | -- |
| 1. Giugliano        | 6    | 2 | 2 | 0 | 0 | 4  | 1  | +3 |
| 2. Audace Cerignola | 3    | 2 | 1 | 0 | 1 | 2  | 3  | -1 |
| 3. Gelbison         | 0    | 2 | 0 | 0 | 2 | 0  | 2  | -2 |

|                  | Risultati |                  | Luogo e data                          |
| ---------------- | --------- | ---------------- | ------------------------------------- |
| Giugliano        | 3-1       | Audace Cerignola | Giugliano in Campania, 29 maggio 2022 |
| Audace Cerignola | 1-0       | Gelbison         | Cerignola, 1º giugno 2022             |
| Gelbison         | 0-1       | Giugliano        | Vallo della Lucania, 5 giugno 2022    |

### Fase finale
Gli incontri della fase finale si giocheranno in gara unica. Al termine dei 90', in caso di parità sono previsti non i tempi supplementari, ma direttamente i tiri di rigore.

#### Semifinali
|                  | Risultati |            | Luogo e data                       |
| ---------------- | --------- | ---------- | ---------------------------------- |
| Novara           | 0-1       | Recanatese | Novara, 11 giugno 2022             |
| Sangiuliano City | 1-2       | Giugliano  | Sesto San Giovanni, 11 giugno 2022 |

#### Finale
|            | Risultati     |           | Luogo e data               |
| ---------- | ------------- | --------- | -------------------------- |
| Recanatese | 1-1 (2-1 dtr) | Giugliano | Poggibonsi, 15 giugno 2022 |